# 慈济基金会 (新加坡)
慈濟基金會（新加坡）（英語：Tzu Chi Singapore），也稱為佛教慈濟慈善事業基金會（新加坡），是慈濟佛教基金會在新加坡的分會。該基金會由證嚴法師創立，總部設於中華民國臺灣省花蓮縣。目前新加坡分會的會址位於新加坡巴西立的伊莱雅路。

## 概況
新加坡慈濟於1993年9月成立，致力於在本地推廣多項佛教與人道關懷事業。該會在新加坡定期舉辦的活動包括義診、健康檢查及於特定地點進行的每月資源回收。此外，慈濟也定期出版本地版的月刊，傳達慈濟的理念與活動訊息。慈濟志工的制服通常為深藍色有領上衣配白色長褲，具有高度辨識度。該慈善組織亦活躍於本地多所大專院校，成立「新加坡慈濟大專青年聯誼會」，青年志工則多穿著較淺藍色的有領上衣作為制服。
2024年3月，新加坡慈濟在萬國設立首家『慈濟洗腎中心』，每星期為將近100名腎臟病患者提供洗腎服務。